# Sitagliptina/sinvastatina
Sinvastatina/sitagliptina (nome comercial:  Juvisync) é uma associação medicamentosa entre sinvastatina e sitagliptina. Sitagliptina é utilizada no tratamento da diabetes mellitus tipo 2 e a sinvastatina é utilizada em casos de hipercolesterolemia. A combinação dos fármacos num mesmo comprimido foi aprovada para uso pelo FDA em 2011. Geralmente, as duas doenças citadas acima aparecem ao mesmo tempo no paciente e somente era tratada com comprimidos separados.